# Tradução pública
Uma tradução pública (também conhecida por juramentada, certificada ou oficial) atribui fé pública à versão de um texto para outro idioma de acordo com os requisitos da jurisdição do país de destino, permitindo seu uso em procedimentos formais, nomeadamente para o uso em repartições públicas, sejam elas administrativas ou judiciais. O tradutor público é individualmente responsável pela exatidão da tradução que assina. 
Os requisitos para que uma tradução seja considerada pública ou oficial variam significativamente de país para país. Enquanto algumas nações permitem apenas que tradutores nomeados pelo Estado realizem tais traduções, outras aceitam aquelas feitas por qualquer indivíduo bilíngue competente. Entre esses dois extremos, há países onde uma tradução certificada pode ser realizada por qualquer tradutor profissional que possua as credenciais adequadas, as quais podem incluir a afiliação a determinadas associações de tradução ou a posse de qualificações específicas.  
Nos países de língua oficial portuguesa, a figura do tradutor público é regulada de formas bastante distintas. No Brasil, existe a figura do "tradutor e intérprete público", que é um profissional ao qual se atribui fé pública após a devida nomeação por parte de uma junta comercial estadual. Já em Portugal ou Angola, não existe tal figura profissional, sendo que traduções para fins oficiais podem ser executadas de variadas formas. Notários, conservadores, advogados, oficiais consulares, tradutores ad hoc (qualquer indivíduo que se declare apto para executar a tradução e o afirme sob juramento à autoridade competente) e até mesmo câmaras de comércio podem fazer traduções públicas.

## A tradução pública no Brasil
A tradução pública no Brasil foi regulamentada pela primeira vez durante o Estado Novo pelo Decreto 13.609 de 21 de outubro de 1943 no âmbito da grande reformulação das estruturas estatais promovida por Getúlio Vargas. Este decreto criou a figura do "tradutor público e intérprete comercial" (TPIC), ofício ao qual se acedia apenas mediante concurso realizado pelas juntas comerciais de cada unidade da Federação, sendo que em algumas deles nunca foi de fato realizado qualquer concurso. 
A vigência do Decreto 13.609 perdurou por quase oitenta anos. Com a entrada em vigor da Instrução Normativa nº 52 exarada pelo Ministério da Economia, por meio do Departamento Nacional de Registro Empresarial e Integração (DREI) em 29 de julho de 2022, regulando os efeitos da Lei 14.195/2021, a profissão do tradutor público foi alterada substancialmente.
O título profissional foi modificado para "tradutor e intérprete público" (TIP), mantendo seu caráter de agente privado, mas permitindo o acesso à profissão (não mais denominada "ofício") também por meio da apresentação de um certificado de proficiência com grau de excelência no idioma almejado, sendo atualmente exigido o nível C2 do Quadro Europeu Comum de Referência para as Línguas (QECR/CEFR) ou nível equivalente em outra escala a ser avaliada e autorizada pelo DREI.
Os interessados em obter a habilitação devem ainda ter capacidade civil, formação em curso superior em qualquer área de conhecimento, ser brasileiro ou estrangeiro residente no país e não estar enquadrado nas hipóteses de inelegibilidade previstas na pela Lei Complementar nº 64 de 18 de maio de 1990 (conhecida popularmente por "Lei da Ficha Limpa"). Os estrangeiros oriundos de países não pertencentes à Comunidade dos Países de Língua Portuguesa (CPLP) devem apresentar também o certificado CELPE-Bras em nível avançado superior.
Há, ainda, a possibilidade para que agentes públicos atuem na condição de tradutores e intérpretes públicos, desde que ocorra em cargo ou emprego relacionado com suas funções, ou que tenham condições de realizar traduções simples e correlatas vinculadas à sua área de atuação.

### Preceitos
Os tradutores e intérpretes públicos, embora atuem na condição de agentes privados, devem seguir um rigoroso modus operandi na forma de realizar suas ações profissionais. Suas traduções ou versões devem refletir fielmente o conteúdo dos materiais apresentados, sendo vedadas quaisquer adaptações oportunas ao solicitante do serviço.
Todos os profissionais matriculados nas Juntas Comerciais, independentemente da forma de acesso à matrícula ou nacionalidade, são igualmente responsáveis civil e criminalmente por traduções incompletas, imprecisas, erradas ou fraudulentas, e estão sujeitos a penas de advertência, suspensão e cassação do registro, considerados os diferentes graus de recorrência, má-fé e gravidade dos atos para estabelecer a dosimetria das sanções impostas. 
É permitido que o tradutor e intérprete público constitua uma sociedade unipessoal para fins de exercício profissional e, embora sua habilitação esteja vinculada às Juntas Comerciais estaduais, os documentos produzidos têm fé pública em todo o território nacional.
Por força de regulamentação do DREI, os preços das traduções podem ser livremente negociados entre o tradutor e intérprete público e o tomador do serviço, tendo sido revogadas as tabelas de emolumentos locais por cada Junta Comercial do Brasil. Portanto, o valor a ser implementado pode seguir o formato de lauda por caracteres, palavras, linhas, páginas, ou ainda valor por documento fechado, modalidade do conteúdo, regras livres de oferta e demanda ou qualquer outro critério adotado entre as partes, sem que haja algum tipo de punição por desconto igual ocorria na legislação anterior.
Para fins de aposição da apostila da Convenção da Haia, documento que confere validade legal em âmbito internacional, o Conselho Nacional de Justiça determina que apenas as traduções públicas possam ser apostiladas através das serventias extrajudiciais credenciadas.